# Карчени (Мехединци)
Карчени (рум. Cârceni) насеље је у Румунији у округу Мехединци у општини Грозешти. Oпштина се налази на надморској висини од 226 m.

## Становништво
Према подацима из 2002. године у насељу је живело 1033 становника, од којих су сви румунске националности.